# Рівнокутний многокутник

Рівнокутний чотирикутник

В евклідовій геометрії рівнокутний многокутник — це многокутник, кути при вершинах якого рівні. Якщо при цьому рівні ще й сторони, то виходить правильний многокутник.
Єдиним рівнокутним трикутником є правильний трикутник. Тільки прямокутники, включно з квадратом, є рівнокутними чотирикутниками.
У рівнокутному n-кутнику кожен кут дорівнює {\displaystyle 180^{\circ }-{\tfrac {360^{\circ }}{n}}}. Це теорема про рівнокутні многокутники.
Для рівнокутних многокутників виконується теорема Вівіані:
Сума відстаней від внутрішньої точки до сторін рівнокутного многокутника не залежить від розташування точки і є інваріантом многокутника.
Прямокутник (рівнокутний чотирикутник) з цілими довжинами сторін можна поділити на одиничні квадрати, а рівнокутний шестикутник з цілими довжинами сторін можна поділити на правильні трикутники. Деякі, але не всі, рівнокутні дванадцятикутники можна розкласти на комбінацію одиничних квадратів і рівносторонніх трикутників. Решту можна розкласти на ці два види фігур з додатковими ромбами з кутами 30° і 150°.
Вписаний многокутник рівнокутний тоді й лише тоді, коли сторони, що чергуються, рівні (тобто, сторони 1, 3, 5, … рівні і сторони 2, 4, … теж рівні). Таким чином, якщо n непарне, циклічний многокутник рівнокутний в тому і тільки в тому випадку, коли він правильний .
Для простого числа p будь-який рівнокутний p-кутник з раціональними (зокрема і цілими) сторонами є правильним.   :стор.1463
Більше того, будь-який рівнокутний pk-кутник з цілими сторонами має p-кратну обертову симетрію.